# Megaron

Plano esquemático del complejo de un megaron. 1: Vestíbulo, 2: Sala principal, 3: Columnas del pórtico y de la sala principal.

El Megaron (en griego antiguo: μέγαρον, vocablo probablemente derivado de la palabra griega μέγας, «grande») es el Gran Salón que se encontraba en los palacios de las civilizaciones micénica y minoica, en Grecia y Anatolia. Solía estar a un lado del patio central y frente al altar. Constaba de tres partes: el pórtico (πρόπυλο) abierto con dos columnas in antis; el vestíbulo (πρόδομος), también llamado pronaos (πρόναος); y la sala principal (Μέγαρον), también llamada cella o naos (ναός). 

## Función
Esta edificación es el ancestro del templo griego y a lo largo de su historia fue utilizado para diversos fines. El megaron principal estaba compuesto de un único local generalmente de dimensiones relevantes, en el cual los soberanos recibían a sus huéspedes, llevaban a cabo los banquetes rituales, escuchaban en privado las presentaciones de aedos (cantores épicos) y rapsodas y celebraban consejos de guerra.
Después de la invasión doria (también conocida como “retorno de los Heráclidas”) el megaron fue utilizado para dar culto a los dioses y probablemente para depósito de exvotos. La sala que antes albergaba al rey y a sus huéspedes, pasó a ser la morada de los dioses representados allí, mediante esculturas o imágenes.

## Megaronin antis
Con el tiempo, el megaron sufrió grandes transformaciones hasta hacerlo apenas reconocible en los grandes templos griegos. Una forma común en el desarrollo arquitectónico de esta estructura, fue el megaron in antis, llamado así porque las dos columnas del pórtico quedaban enmarcadas por las paredes laterales llamadas antas.

## Estilo y materiales
Las primeras edificaciones fueron construidas a base de ladrillos, grandes vigas de madera y tejas de terracota para el techo. Eran muy coloridas y a su estilo arquitectónico se le llama “orden minoico”. En el centro de la naos se encontraba un hogar u hoguera, circundada por cuatro columnas (colocadas en los vértices del cuadro ideal en el que estaría inscrito el fuego) en las que eventualmente se colgaban las armas e inclusive los instrumentos musicales de los aedos. Estas cuatro columnas coronaban el techo con un lucernario que permitía la entrada de luz a la sala y la salida de los humos de la hoguera.

## Megaron en la Odisea de Homero
En la Odisea se hace referencia al «sombrío mégaron» del Palacio de Odiseo Laertíada. Es en ese lugar donde se reúnen los pretendientes de Penélope y a donde llega Odiseo haciéndose pasar por un forastero ante todos, para consumar su venganza. Este lugar, sin duda, formaba una parte muy importante de la vida en el palacio. Homero menciona también el megaron del palacio de la hechicera Circe, y el del palacio del “héroe Alcínoo”. Nausícaa, dirigiéndose a Odiseo, describe el megaron de este último:

Y una vez que te cobijen la casa y el patio, cruza rápidamente la sala (mégaron) para llegar hasta mi madre; ella está sentada en el hogar a la luz del fuego, hilando copos purpúreos… apoyada en la columna. Y sus esclavas se sientan detrás de ella. Allí también está el trono de mi padre apoyado contra la columna, en el que se sienta a beber su vino como un dios inmortal.
Odisea, Canto VI

## Yacimientos arqueológicos relevantes.
Además de las referencias en la Odisea, existen lugares arqueológicos en los que se han descubierto restos de edificaciones que corresponden al megaron minóico y micénico.
- Megaron del rey y de la Reina en el Palacio de Knossos: A ras de tierra, dos pilares marcan una sala iluminada por agujeros donde se han encontrado vestigios de un trono sobre un baldaquín colocado sobre cuatro columnas, y que se supone era la sala de audiencias. Una puerta al sur de la sala lleva a un corredor que llegaba al megaron de la reina donde se hallan los frescos más conocidos, de los delfines, que hoy día son reproducciones, en el muro norte, y al otro lado está el fresco de la danzarina.

- Megaron de Sesklo: Se cree que es la primera estructura de megaron aunque el yacimiento arqueológico está actualmente en revisión. Esta edificación es, según el arqueólogo E. Stamelou, la estructura más impresionante del período neolítico en toda Tesalia

- Mégaron absidial de Micenas.

- Megaron de Micenas: Situado en la acrópolis, se accedía a él por un patio. Se piensa que tenía un tejado plano al estilo de la arquitectura minoica (algunos lo habían reconstruido con un tejado a dos aguas). Tiene dos columnas «in antis» que soportan un pórtico, seguida de una antecámara y una cámara con cuatro columnas en torno a una estructura circular central.

- Megaron de Tirinto: Otro megaron famoso está en la gran sala de recepciones del Rey en el palacio de Tirinto, en cuyo salón principal había un trono adosado a la pared derecha y el espacio central estaba bordeado por cuatro columnas de madera de estilo minoico que daban soporte al techo. Data de entre 1400 y 1200 a. C.

- Megaron de Pilos: También con hogar central.

- Megaron de Atenas: Situado aproximadamente donde se encuentra el actual Erecteión.

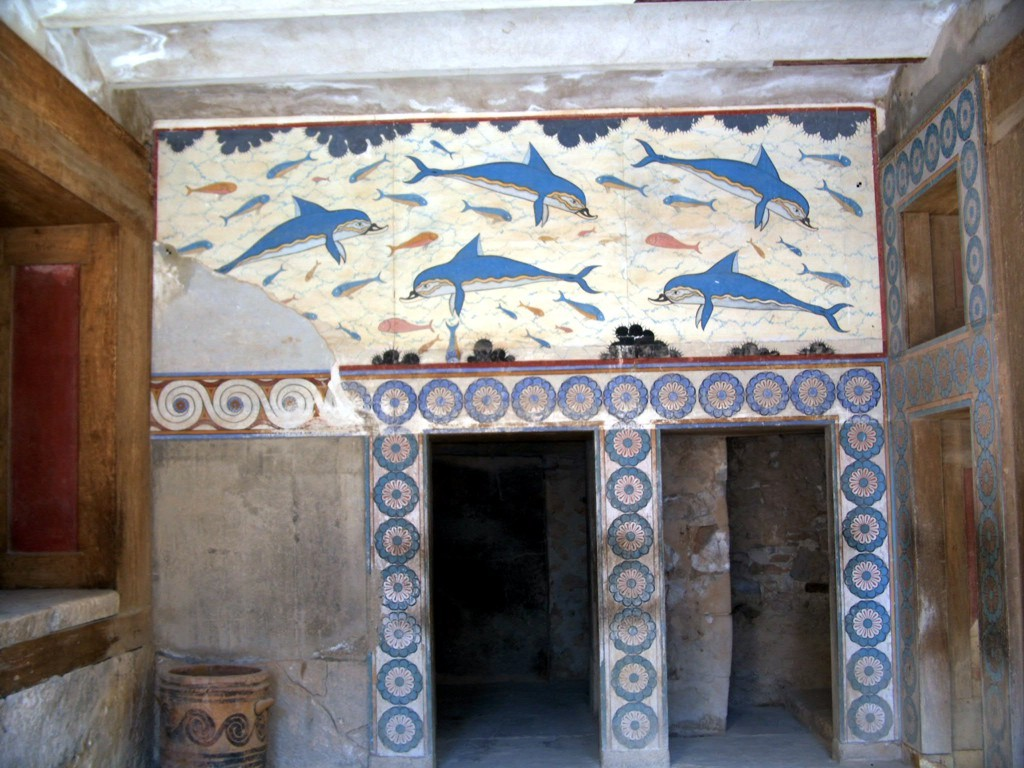
Megaron de la reina en Cnosos.
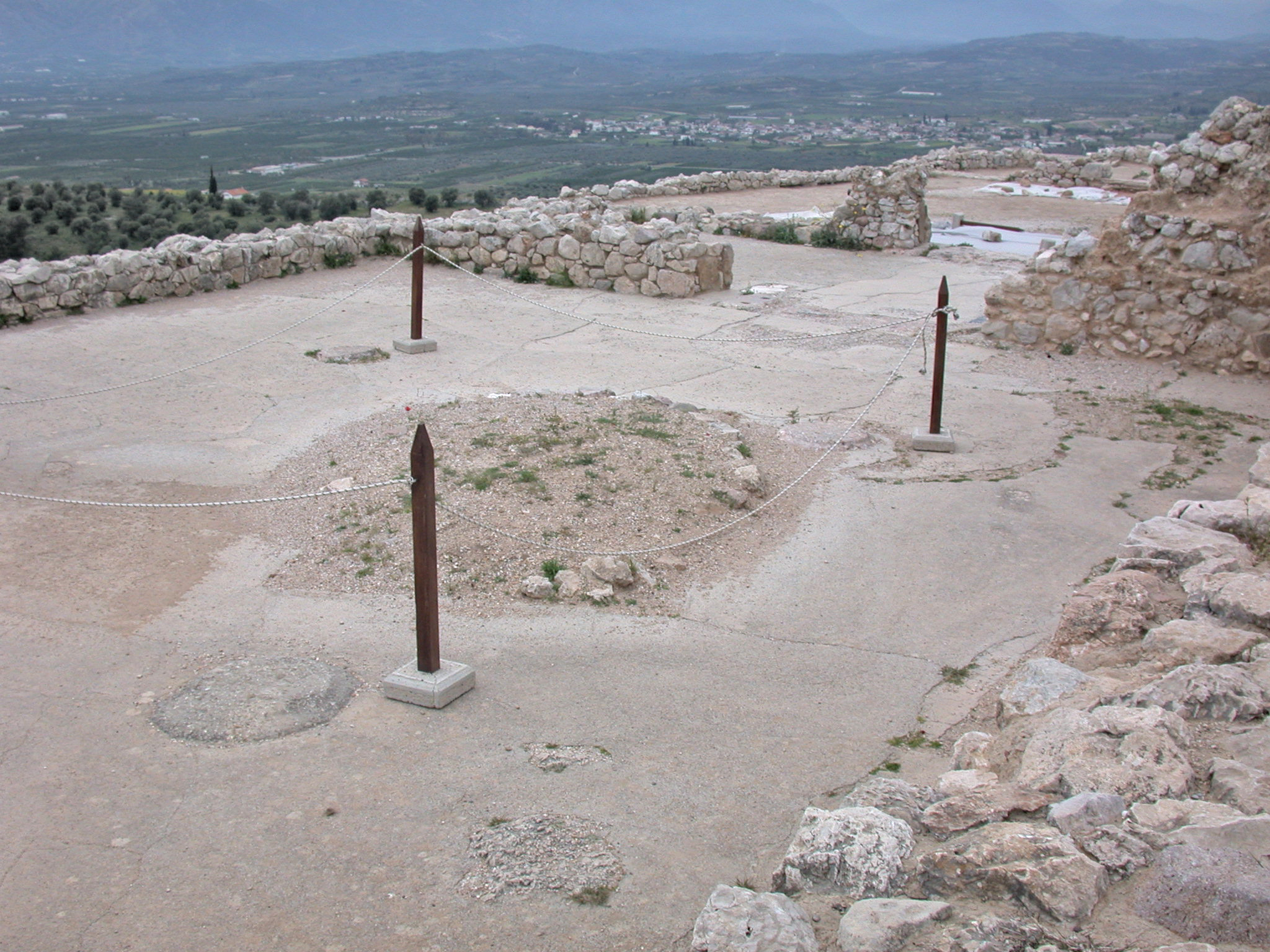
El megaron del complejo de Micenas, visto desde la entrada (la estructura circular del centro es visible al fondo), se observa la antesala y el porche.